# Trnovačko jezero
Trnovačko jezero je ledovcové jezero v Černé Hoře blízko hranic s Bosnou a Hercegovinou, 15 km severozápadně od města Plužine. Leží v Dinárských horách, přesněji je obklopeno trojicí pohoří Maglić (ze severu), Volujak (ze západu a jihu) a Bioć (z východu); má nadmořskou výšku 1517 m. Je jedním z nejkrásnějších černohorských jezer – zejména díky svému originálnímu srdcovitému tvaru a také díky sevřené poloze mezi horskými stěnami. Nad jihozápadním břehem se zvedá téměř kolmá, 700 m vysoká stěna Trnovačkého Durmitoru (2242 m n. m.).
Jezero má délku 825 m, šířku 715 m a dosahuje maximální hloubky 9 m. Nad hladinu jezera trčí jako ostrůvky několik velkých balvanů. Jezero nemá povrchový odtok, vzhledem ke krasovému charakteru oblasti je odvodňováno ponorem.

## Přístup

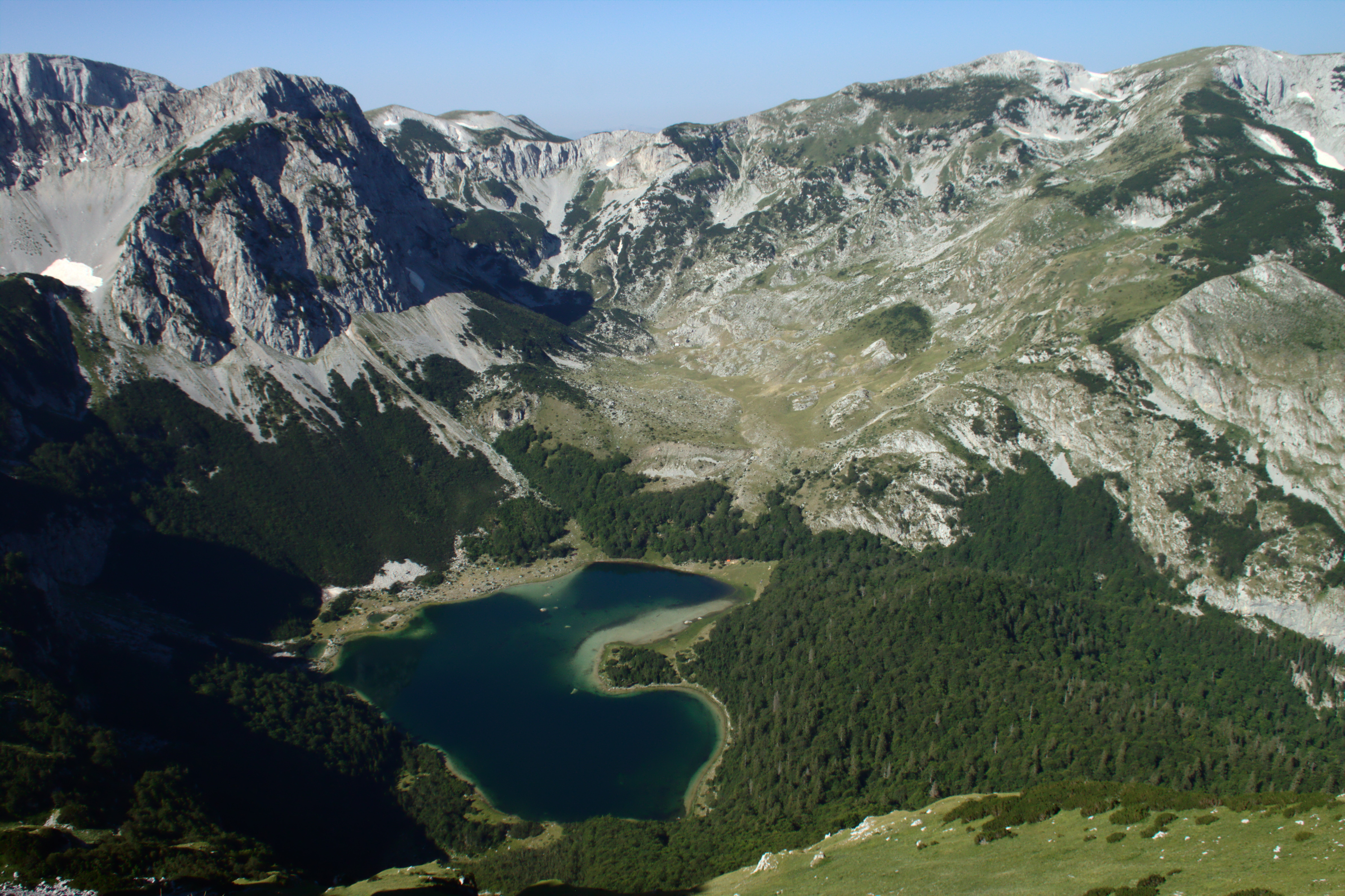
Z Magliće

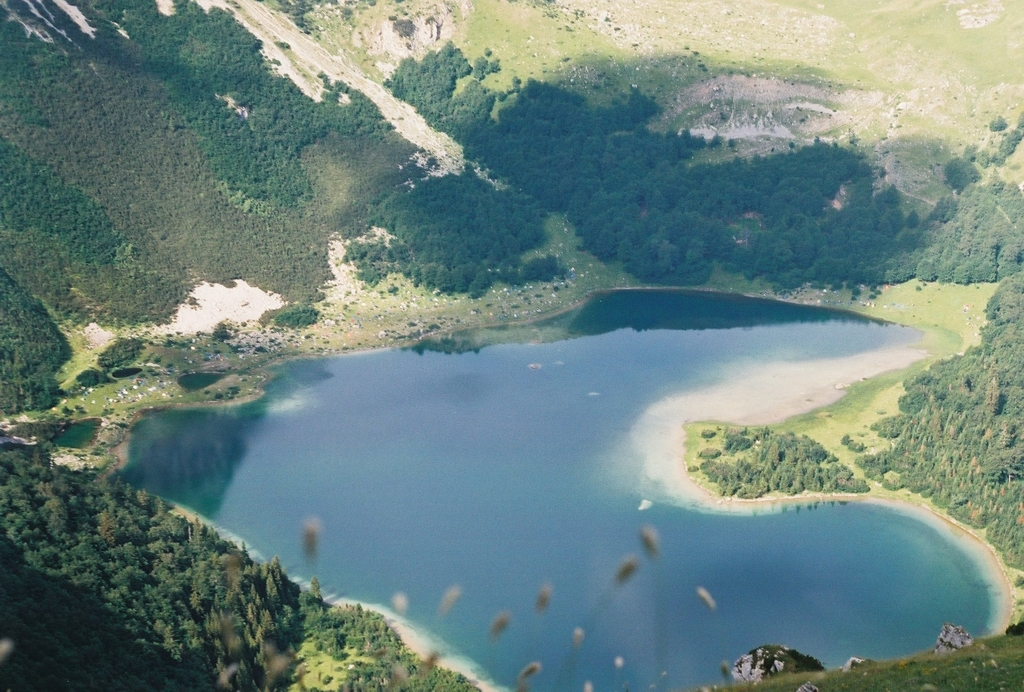
Srdcovitý tvar

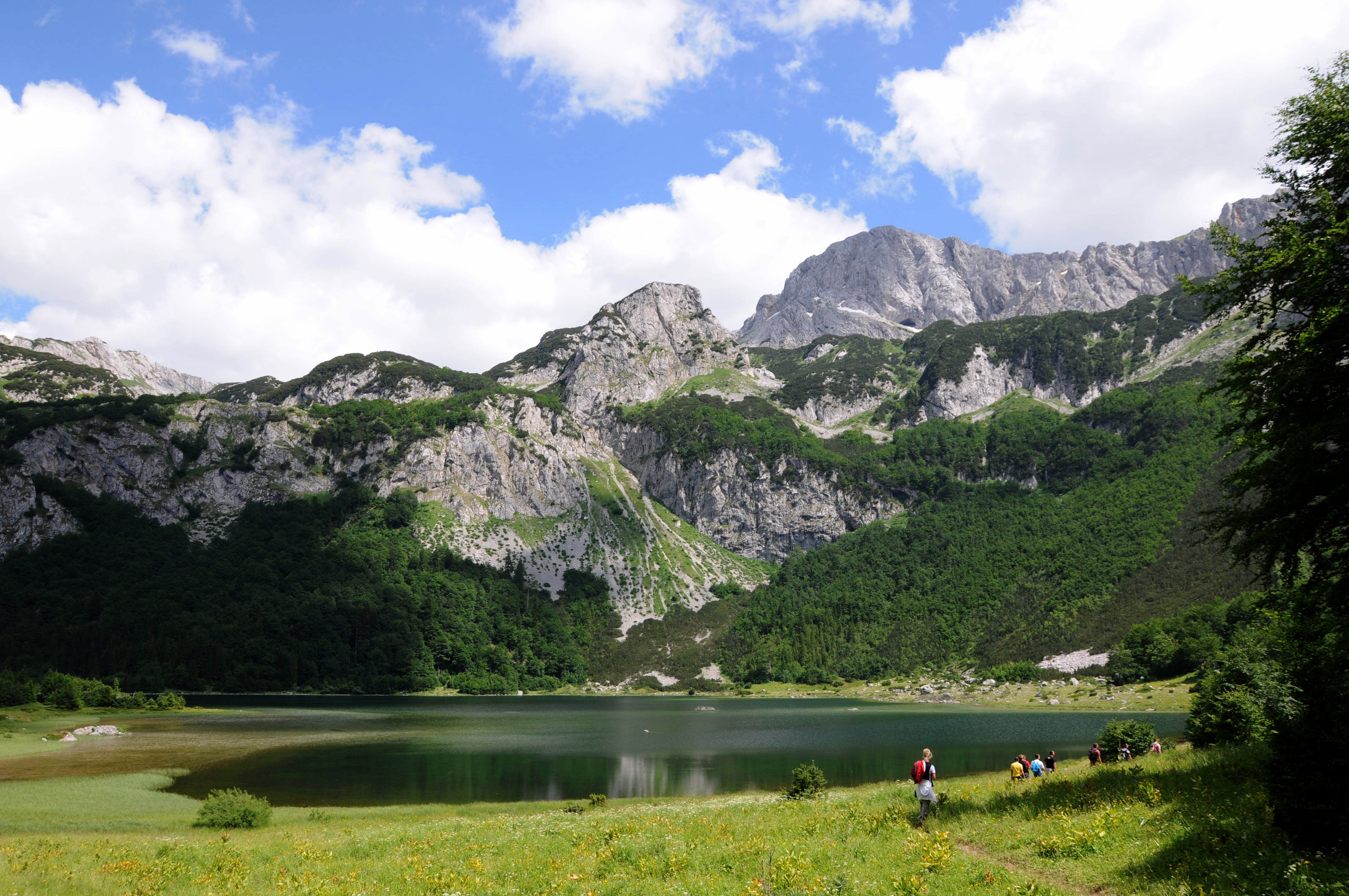
Na břehu

Z černohorské strany je přístup k jezeru poměrně náročný, protože při cestě z obce Mratinje je třeba překonat hradbu pohoří Maglić, při cestě z Plužin je zase pro změnu nutné překonat pohoří Bioć. Podstatně jednodušší přístup k jezeru se nabízí z bosenské strany. Nejblíže leží vesnice Suha (700 m n. m.), odkud se k jezeru vystoupá dolinou Suha (Suški). Druhým možným východištěm je obec Tjentište (650 m n. m.), odkud vede 20 km dlouhá silnice do sedla Prijevor (1668 m n. m.), z nějž pokračuje k jezeru značená stezka.